# 58 km
58 km (ukr. 58 км, ros. 58 км) – przystanek kolejowy w miejscowości Krupiec, w rejonie dubieńskim, w obwodzie rówieńskim, na Ukrainie.